# Andrena niveimonticola
Andrena niveimonticola är en biart som beskrevs av Xu och Osamu Tadauchi 1999. Andrena niveimonticola ingår i släktet sandbin, och familjen grävbin. Inga underarter finns listade i Catalogue of Life.